# Agelena babai
Agelena babai là một loài nhện trong họ Agelenidae.
Loài này thuộc chi Agelena. Agelena babai được Tanikawa miêu tả năm 2005.